# Grzegorz Teodorowicz
Grzegorz Teodorowicz (ur. ok. 1824, zm. 14 sierpnia 1871) – polski Ormianin, wojskowy, ziemianin, ojciec arcybiskupa lwowskiego Józefa Teodorowicza.
Został oficerem c. i k. Armii. Służył w 90 pułku piechoty Austro-Węgier w Przemyślu. Awansowany do stopnia pułkownika. W połowie 1885 został odznaczony Orderem Korony Żelaznej III klasy i przyjęty w stan szlachectwa z przydomkiem „Maligrad”.